# 拉法葉鎮區 (愛荷華州布雷默縣)
拉法葉鎮區（英語：Lafayette Township）是位於美國愛荷華州布雷默縣的一個行政鎮區。

## 地方資料
根據2010年美國人口普查的數據，拉法葉鎮區的面積為78.04平方千米，當中陸地面積為77.95平方千米，而水域面積為0.09平方千米。當地共有人口618人，而人口密度為每平方千米7.92人。